# میستو البرختیتسه
میستو البرختیتسه (به چکی: Město Albrechtice) یک منطقهٔ مسکونی در جمهوری چک است که در شهرستان برونتال واقع شده‌است. میستو البرختیتسه  ۳٬۵۷۰ نفر جمعیت دارد.

## خواهرخوانده
شهر Głubczyce خواهرخواندهٔ میستو البرختیتسه هست.